# City of Joondalup
City of Joondalup is een Local Government Area (LGA) in Australië in de staat West-Australië in de agglomeratie van Perth. City of Joondalup telde 160.003 inwoners in 2021. De hoofdplaats is Joondalup.